# جيسيكا باربوزا
جيسيكا باربوزا (بالإسبانية: Jessica Barboza)‏ هي عارضة ومحامية فنزويلية، ولدت في 14 أغسطس 1987 في ماراكايبو في فنزويلا.